# Dinofelis
Il Dinofelis (dal greco felino terribile) è un genere di felidi fossile vissuto dal Miocene al Pleistocene in Europa, Asia, Africa e Nordamerica. 
Simili per dimensioni ad un leopardo, questi predatori possedevano zampe anteriori possenti e lunghi canini leggermente compressi lateralmente.

## Tassonomia
- †Dinofelis abeli
- †Dinofelis barlowi
- †Dinofelis diastemata
- †Dinofelis paleoonca
- †Dinofelis piveteaui
- †Dinofelis therailurus

## Un predatore degli australopitechi
Il Dinofelis era piuttosto comune nel Pliocene africano, nell'ambiente di savana che ha visto nascere gli antenati dell'uomo noti come australopitechi. Questo felide è ritenuto essere uno dei principali predatori di australopitechi, e alcuni crani delle sue potenziali prede in effetti recano i segni dei denti di un predatore, le cui forme e dimensioni combaciano proprio con quelle di Dinofelis.

## Affinità incerte
Le affinità di questo felide non sono molto chiare: alcuni lo avvicinano alle tigri dai denti a sciabola, altri lo pongono in una sottofamiglia a sé stante. Attualmente, però, Dinofelis sembrerebbe far parte di un gruppo piuttosto primitivo, ma di lunga durata, di felidi chiamato Metailurini, tra i quali i più noti sono Metailurus e Adelphailurus.
Le specie di Dinofelis più note sono D. paleoonca, del Texas, D. diastemata della Francia, le africane D. barlowi e D. piveteaui e la cinese D. abeli, davvero gigantesca, della taglia di una tigre.